# Raurejaure (Sorsele socken, Lappland, 732166-149452)
Raurejaure är en sjö i Sorsele kommun i Lappland och ingår i Umeälvens huvudavrinningsområde. Sjön har en area på 0,76 kvadratkilometer och ligger 818,1 meter över havet. Raurejaure ligger i Vindelfjällen Natura 2000-område. Sjön avvattnas av vattendraget Tjulån (Servejukke).

## Delavrinningsområde
Raurejaure ingår i det delavrinningsområde (732260-149447) som SMHI kallar för Utloppet av Raurejaure. Medelhöjden är 874 meter över havet och ytan är 10,08 kvadratkilometer. Det finns inga avrinningsområden uppströms utan avrinningsområdet är högsta punkten. Tjulån (Servejukke) som avvattnar avrinningsområdet har biflödesordning 3, vilket innebär att vattnet flödar genom totalt 3 vattendrag innan det når havet efter 438 kilometer. Avrinningsområdet består mestadels av kalfjäll (90 procent). Avrinningsområdet har 1,04 kvadratkilometer vattenytor vilket ger det en sjöprocent på 10,3 procent.